# حاجب بن زراره
حاجب بن زراره، از بزرگان عرب در جاهلیت و در چندین جا رئیس بنی‌تمیم بود. او همان کسی است که کمانش را در مقابل مالی فراوان نزد کسی گرو گذاشت و بعدها آن مال را بازگرداند. با ظهور اسلام مسلمان شد و محمد او را جهت جمع‌آوری صدقات به سوی بنی‌تمیم فرستاد.
جواد علی نویسنده کتاب شرح مفصلی از تاریخ اعراب قبل از اسلام - جلد ۲ به عربی المفصل فی تاریخ العرب قبلالاسلام می‌نویسد: مورخان خاطرنشان کردند که حاجب بن زراره زرتشتی بود و دخترش دختنوس را به زنی خود درآورد و در این باره شعر و داستان نوشتند، سپس ذکر کردند که او پس از آن از عمل خود پشیمان شد زیرا این کار را تحت تأثیر دین زرتشتی که به آن معتقد بود انجام داده بود. این ادعای مورخان جای سؤال دارد و اشعار و داستان‌های ذکر شده نیاز به اثبات دارد و ما ساختگی بودن آن را به اثبات رسانده‌ایم و بعید نیست که مخالفان نی‌تمیم برای حمله به این قوم و انتشار عیب و نقصی در آن زمان این خبر ساخته شده باشد. «دختنوس» به نام دختر خسرو نامگذاری شده است، در دو بیتی که مورخان به «حاجب» نسبت می‌دهند. هیچ نشانه ای از ازدواج یک پدر با دخترش وجود ندارد، بلکه بیان می‌کند که شوهر «دختنوس»، «عمرو بن عداس» بود. ماجرا و ازدواج حاجب با دخترش داستانی ساختگی است.